# Чирки (Ленинское сельское поселение)
Чирки — деревня в Слободском районе Кировской области в составе Ленинского сельского поселения.

## География
Находится на правом берегу Вятки на расстоянии примерно 6 км на восток-юго-восток от поселка Вахруши.

## История
Известна с 1678 года как деревня в наволоке Житлухина с 3 дворами. В 1764 году деревня Жетлухина с 33 жителями. В 1873 году в деревне Житлухинская (Чирки) учтено дворов 18 и жителей 137, в 1905 28 и 192, в 1926 51 и 227, в 1950 58 и 154. В 1989 году оставалось 44 жителя. Нынешнее название закрепилось с 1939 года. 

## Население
Постоянное население  составляло 19 человек (русские 100%) в 2002 году, 12 в 2010.